# Watford Island
Watford Island ist eine kleine Insel im Großen Sund im Nordwesten der atlantischen Inselgruppe Bermuda. Sie liegt südlich der direkt angrenzenden Insel Boaz Island, mit der sie heute über einen befahrbaren Damm fest verbunden ist.
Etwa 50 m vor der Westküste liegt das unbewohnte Inselchen Current Island.
Auf Watford Island findet sich ein Friedhof für Militärpersonen der britischen Seestreitkräfte (Royal Navy) aus der Zeit nach 1933.
Die Insel gehört zum Verwaltungsbezirk Sandys Parish.